# Tukotuko jedwabisty
Tukotuko jedwabisty, tukotuko ubogi (Ctenomys sericeus) – gatunek gryzonia z rodziny tukotukowatych (Ctenomyidae). Występuje w Ameryce Południowej, gdzie odgrywa ważną rolę ekologiczną. Siedliska tukotuko jedwabistego położone są w południowo-zachodniej Argentynie na terenach prowincji Santa Cruz, Chubut i Río Negro i na chilijskiej prowincji General Carrera. Gatunek jest znany z typowej lokalizacji w rejonie parku narodowego Perito Moreno.
Analizy z 2020 i 2021 roku wykazały że Ctenomys coyhaiquensis (tukotuko ubogi) stanowi młodszy synonim Ctenomys sericeus.